# Wackersdorf
Wackersdorf je obec v hornofalckém okrese Schwandorf. Obec se stala známou po celém Německu protesty proti plánovanému závodu na recyklaci odpadu, který nakonec nebyl postaven. Dnes je tato bývalá hornická obec jednou z významných hospodářských oblastí v Horní Falci a spolu s jezery Murnersee a Brückelsee, které tvoří jádro Hornofalcké jezerní oblasti, je centrem místní turistiky a rekreace.

## Poloha
Wackersdorf se nachází v regionu Horní Falc sever ve východním Bavorsku, asi 90 km východně od Norimberku a necelých 40 km severně od Řezna. Je součástí hornofalcké hnědouhelné oblasti. Ta se rozkládá od Pfreimdu na severu až po Řezno na jihu a má svůj původ v miocénu. Všechna ekonomicky využitelná ložiska hnědého uhlí byla vytěžena do 80. let 20. století.

### Sousední obce
Wackersdorf sousedí s následujícími obcemi od severu: Schwarzenfeld, Neunburg vorm Wald, Bodenwöhr, Steinberg am See a Schwandorf.
| Růžice kompasu | Schwandorf 6 km | Schwarzenfeld 9 km    | Neunburg vorm Wald 16 km | Růžice kompasu |
| Růžice kompasu | Schwandorf 6 km | Sever                 | Bodenwöhr 10 km          | Růžice kompasu |
| Růžice kompasu | Schwandorf 6 km | Wackersdorf           | Bodenwöhr 10 km          | Růžice kompasu |
| Růžice kompasu | Schwandorf 6 km | Jih                   | Bodenwöhr 10 km          | Růžice kompasu |
| Růžice kompasu | Schwandorf 6 km | Steinberg am See 4 km | Bodenwöhr 10 km          | Růžice kompasu |

## Historie
Při stavebních pracích byly objeveny pozůstatky pravěkého sídliště. První písemná zmínka pochází z roku 1150. Obecní kronika uvádí, že obec byla založena před rokem 1000.
Kostel ve Wackersdorfu je poprvé zmiňován v roce 1217, původně přináležel k farnosti Schwandorf. Kolem roku 1400 byla zahájena stavba farního kostela svatého Štěpána, který byl v roce 1953 kvůli přemístění vesnice zbořen. Období reformace v letech 1548 až 1617 přineslo do obce náboženské změny. Katolická víra byla znovu zavedena v roce 1618, od roku 1669 byl Wackersdorf samostatnou farností.
První pokusy o průmyslové využití nerostných surovin ve Wackersdorfu se datují do roku 1800. V roce 1801 jsou uváděni různí živnostníci. Politická obec byla založena v roce 1818.
Na začátku 19. století objevil krejčovský mistr Andreas Schuster hnědé uhlí, průmyslová těžba začala kolem roku 1840. V roce 1845 hnědouhelný průmysl ve Wackersdorfu opět utichl. Těžba byla plně obnovena v roce 1889; v roce 1906 byla založena společnost Bayerische Braunkohlen Industrie AG (BBI AG). Počet zaměstnanců společnosti BBI AG se během tří let ztrojnásobil. Bylo třeba postavit ubytovací kapacity pro horníky. Než se začalo uvažovat o přestěhování, bylo rozhodnuto o vytvoření "kolonií", malých osad, v nichž by mohli žít zaměstnanci BBI AG a jejich rodiny. V letech 1908/1909 byla nedaleko Alt-Wackersdorfu postavena kolonie Východ. Až do jejího uzavření v roce 1982 byla pro obec Wackersdorf charakteristická povrchová těžba hnědého uhlí. S těžbou uhlí nastal vzestup malé zemědělské obce.
"Přestěhování obce Wackersdorf" bylo poprvé plánováno v letech 1923 a 1924, ale v té době nemohlo být realizováno. Dne 13. října 1948 bylo definitivně rozhodnuto o přesídlení obce Alt-Wackersdorf. V roce 1950 bylo zahájeno přesídlování usedlíků. Současně začala čilá stavební činnost v oblasti přesídlení "Neu-Wackersdorf". Dne 6. července 1952 se za účasti vysokých duchovních i světských hodnostářů konalo vysvěcení nového farního kostela svatého Štěpána a slavnostní otevření Neu-Wackersdorfu. V rozvojové oblasti našlo nový domov přibližně 1 200 obyvatel.

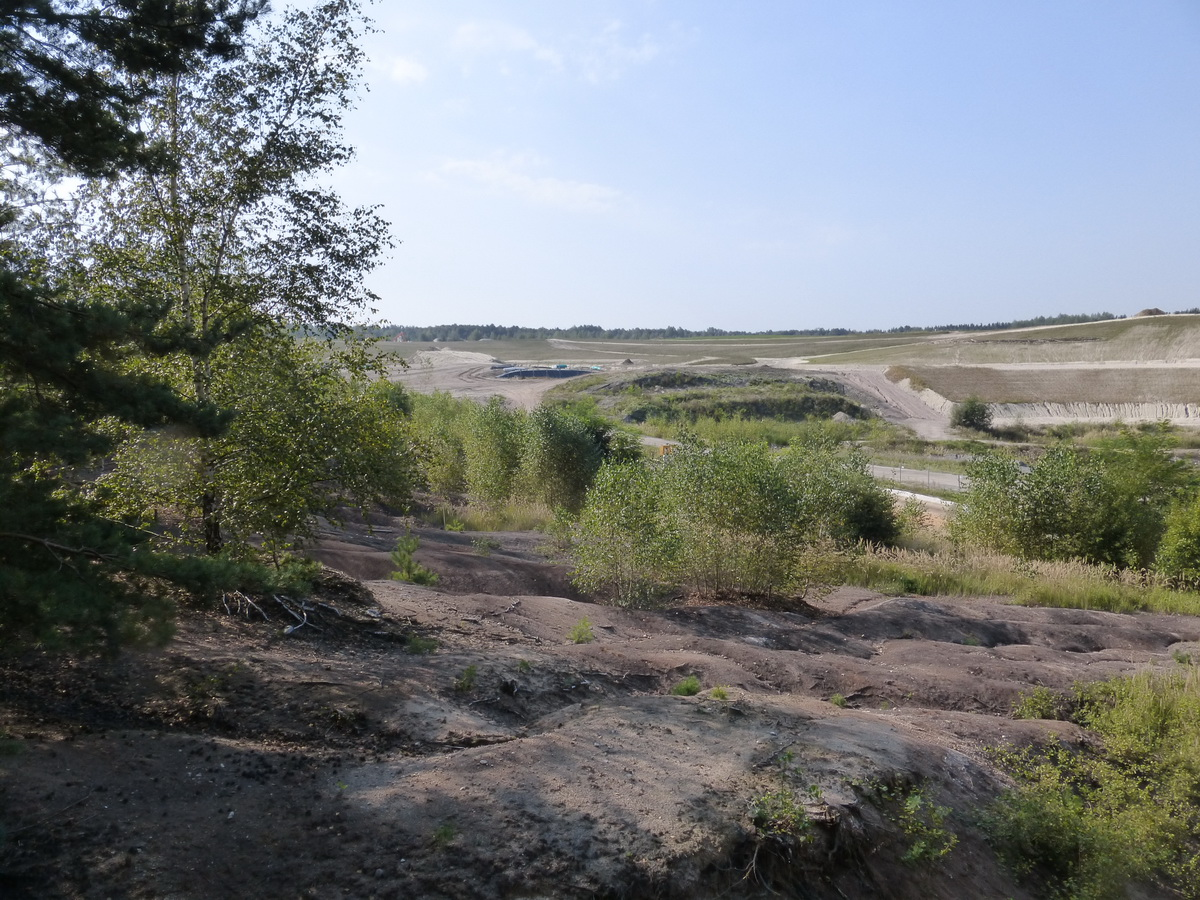
Uzavřený hnědouhelný důl u Wackersdorfu

V 70. letech 20. století byl Wackersdorf díky těžbě uhlí jednou z nejbohatších obcí v Bavorsku. V roce 2013 měl premiéru osmdesátiminutový dokumentární film Erben des Tertiär o historii Wackersdorfu od těžby hnědého uhlí přes kontroverze kolem závodu na recyklaci jaderného paliva (WAA) až po dnešní kulturní a volnočasovou krajinu v okolí jezera.